# Baderhaus (Merkendorf)
Das Baderhaus, Engelhardtsanwesen oder Engelhardtshaus ist ein zweigeschossiger Satteldachbau in der Hauptstraße 26, Ecke Schulstraße der Stadt Merkendorf im Fränkischen Seenland (Mittelfranken) und steht unter Denkmalschutz.

## Bau
Das Gebäude wurde im 17. / 18. Jahrhundert errichtet. Es besitzt einen rückwärtigen Halbwalm und in Obergeschoss und Giebelfront ein Fachwerk. Im Gebäude befand sich die Badstube des örtlichen Baders. Daher auch der Name des Hauses. Zudem besaß das Anwesen das Braurecht und durfte in seinem Giebel Hopfen trocknen und lagern. Vor dem Haus steht der Untere Röhrenbrunnen, der aus dem Stadtgraben gespeist und zu Ostern geschmückt wird.